# Internetforum

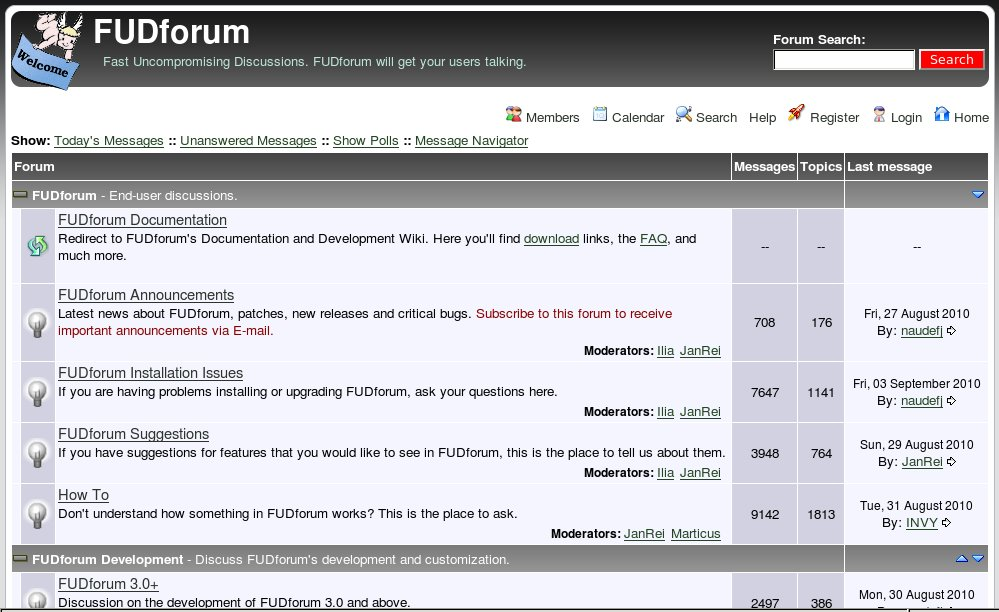
Beispiel für das Aussehen eines Internetforums

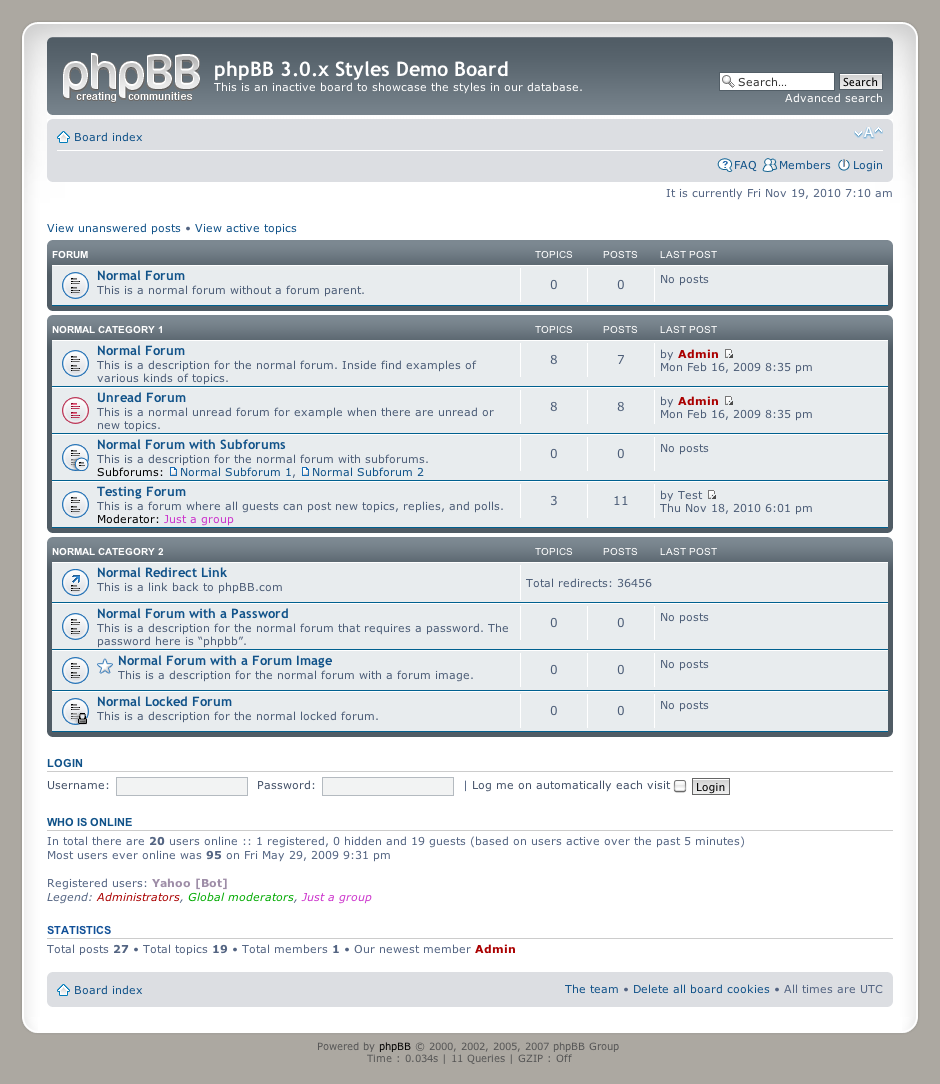
Beispiel für ein mit phpBB erstelltes Internetforum

Ein Internetforum (von lat. forum, Marktplatz), auch Webforum, Diskussionsforum (bedingt), Computerforum, Online-Forum oder Bulletin Board,  ist ein virtueller Platz zum Austausch und zur Archivierung von Gedanken, Meinungen und Erfahrungen. Die Kommunikation in Foren ist asynchron, das heißt ein Beitrag wird nicht unmittelbar und sofort, sondern zeitversetzt beantwortet.

## Funktionsweise
Üblicherweise besitzt eine Forums-Website ein bestimmtes Oberthema und ist so unterteilt, dass es für verschiedene Unterthemen je ein eigenes Verzeichnis gibt, ein Unterforum. Man kann Diskussionsbeiträge (engl. Postings) schreiben, die andere lesen und beantworten können. Alle zusammenhängend aufeinander antwortende Beiträge werden als Thread (Faden) oder Topic (Thema) bezeichnet. Indem man einen neuen Thread beginnt, fängt man eine neue Diskussion an.
Im Internet besonders beliebt sind Hilfe-Foren, in denen Benutzer Ratschläge zu einem bestimmten Thema erhalten können. So wird eine Hilfestellung angeboten, die bei speziellen Problemen und nur wenigen anderen Informationsquellen die einzige Hilfe sein kann. Hilfreich sind Benutzer-Foren z. B. auch für Hardware- und insbesondere Software-Hersteller, weil diese durch Benutzer- bzw. Anwenderbeiträge schnell und weiträumig über Mängel ihrer Produkte – bei Software über Bugs (Programmierfehler) – informiert werden und reagieren können.
In einigen Foren werden alltägliche Probleme, aber auch aktuelle Themen aus Politik oder Weltgeschehen diskutiert.
Unerwünscht ist oft das Crossposting, welches das mehrfache Einstellen gleicher Beiträge in unterschiedliche Webforen, die sich in der Regel mit dem gleichen Thema beschäftigen, beinhaltet, sowie Werbung. Links zu anderen Internetseiten, um beispielsweise Quellen oder weiterführende Informationen anzuzeigen, sind allerdings meistens erlaubt.

## Forenbetreiber
Nach der Art des Betreibers lassen sich Internetforen in folgende Gruppen einteilen:
- Viele Internetforen können kostenlos genutzt werden und werden oft ehrenamtlich betrieben. Mit der Teilnahme am Forenbetrieb werden meist keine kommerziellen Interessen verfolgt.
- Daneben betreiben Hersteller sogenannte Support-Foren. Sie werden von Herstellern eingerichtet, damit sich die Nutzer ihrer Produkte selbst helfen können oder der Hersteller direktes Feedback von den Nutzern erhält. In solchen kommerziellen Foren kommt es mitunter vor, dass Berichte über unangenehme Erfahrungen (etwa über Fehler) unterdrückt werden, das heißt insbesondere von Moderatoren verniedlicht oder gelöscht werden. In manchen Hersteller-Foren ist es untersagt, Konkurrenzprodukte zu erwähnen.
- Außerdem gibt es kommerzielle, aber kostenlose Bewertungsforen (beispielsweise Ciao.de oder idealo.de), in denen Produkte oder Dienstleistungen vorzugsweise von Nutzern dieser Produkte oder Dienstleistungen beschrieben werden.
- Häufig sind auch herstellerunabhängige Foren zu herstellerspezifischen Produkten/Programmen, für die der Hersteller-Support entweder nicht vorhanden, mangelhaft oder zu teuer (Stichwort: Hotlines) ist. Solche herstellerunabhängige Beratungsangebote im Internet für verschiedene Produkte und Probleme können helfen, die Rechte und den Einfluss von Verbrauchern zu stärken, wenn die Verbraucher sich frei organisieren und zu Wort kommen können.
- Manche Hochschulen unterhalten Internetforen für bestimmte Studien- oder Forschungsprojekte.

Durch die weitgehend vorgefertigte Forensoftware wird es Website-Betreibern heutzutage recht leicht gemacht, eigene Foren einzurichten und zu betreiben. Im Gegensatz zu den Anfängen der Entwicklung sind für den laufenden Betrieb oft keine Programmierkenntnisse mehr erforderlich.
Besonders in jüngster Zeit kam es zu Rechtsstreitigkeiten, welche die Kontrollpflicht der Forenbetreiber bezüglich der Postings und Avatare der User und deren Legalität betreffen (Störerhaftung).
Mit der Entwicklung des Internets sind Diskussionsforen zu wichtigen Kommunikationsmitteln geworden, die dem Wissensaustausch oder sehr oft der Unterhaltung dienen. Im Laufe der Zeit haben sich ungeschriebene aber auch vielfach schriftlich fixierte Diskussionsnormen und -regeln herausgebildet, die sich beständig verändern und deren Bedeutung und Geltung sehr unterschiedlich beurteilt wird.

## Arten von Internetforen
Es gibt in der Kommunikation im Internet verschiedene technische Ansätze zur Realisierung eines Internetforums. Die Palette reicht dabei von dem Urvater aller Internetforen, dem Usenet, über den Austausch von E-Mails über einen speziellen Forenserver (Mailinglisten) bis hin zu den modernen Webforen im World Wide Web.

### Usenet
Das Usenet wurde in den 1980er Jahren entwickelt und beruht auf dezentral zusammenarbeitenden Servern, an die man Nachrichten (Postings) schicken kann, die daraufhin in einer Newsgroup (Themengruppe) für alle Abonnenten dieser Gruppe bereitstehen.

### Mailinglisten
Mailinglisten funktionieren ähnlich wie Newsgroups. Um Nachrichten aus einer Mailingliste geschickt zu bekommen und bevor man Nachrichten an die Teilnehmer der Liste schicken kann, muss man sich erst bei der Mailingliste anmelden. Nachrichten, die an die Mailingliste geschickt werden, werden an alle weitergeleitet, die in der Liste eingeschrieben sind.

### Telnet-Forum
Vor der starken Verbreitung des World Wide Webs gab es zahlreiche Telnet-Foren, von denen einige noch existieren. Aufgrund des verwendeten Protokolls werden sie nur über Textbefehle bedient und geben nur reinen Text wieder.

### Webforum
Ein Webforum ist ein Internetforum auf einer Website, also Teil des World Wide Webs. Webforen haben die meisten anderen Formen der Internetforen weitgehend zurückgedrängt. Bis Anfang der 2000er-Jahre konnten viele Webforen ebenso wie das offene Usenet ohne Registrierung benutzt werden. Seither setzen die meisten Webforen eine Zwangsregistrierung voraus, wodurch die Mitglieder eine Online-Community bilden. Viele Foren bieten registrierten Benutzern die Möglichkeit, Themen (Threads = engl. Fäden) zu abonnieren, das heißt sich per E-Mail benachrichtigen zu lassen, wenn dort ein neuer Beitrag verfasst wurde. Weitere Funktionen, die viele Webforen anbieten, sind Kalender mit den Geburtstagen der Mitglieder, Bewertungssysteme der Mitglieder, Signaturen, Einbindung von Multimedia-Elementen oder kleine Benutzerbilder (Avatare).

#### Forum und Board
Nach ihrer Strukturierung der Beiträge lassen sich Foren in zwei Typen unterscheiden: Klassische Foren und (Bulletin) Boards.

#### Gemeinsamkeiten und Unterschiede von Foren und Boards
Sowohl Foren als auch Boards besitzen eine Hauptseite, auf der man eine Übersicht über die Themen im Forum/Board sieht und Nutzer neue Diskussionsstränge (auch Threads oder Themen genannt) anlegen können.
Dagegen unterscheiden sich Foren und Boards in folgenden Punkten:
- Auf der Übersichtsseite eines Boards wird jeweils nur der Titel der ersten Postings eines Diskussionsstrangs angezeigt, während in einem Forum meist der gesamte Diskussionsstrang in aufgeklappter Form dargestellt wird.
- In einem Board sind die einzelnen Beiträge eines Diskussionsstrangs/Themas rein chronologisch geordnet, während in einem Forum die Diskussionsstränge sowohl chronologisch als auch vom Bezug her sortiert sind, so dass man Antworten den Beiträgen zuordnen kann, auf die sie erfolgt sind.
- Viele Boards platzieren vielbeachtete Themen auf ihrer Übersichtsseite weiter oben, während in Foren die Übersichtsseiten meist in chronologischer Reihenfolge der Erstpostings der verschiedenen Stränge sortiert sind.

##### Vor- und Nachteile des klassischen Webforums
Die klassischen Foren stellen die Beziehungen zwischen den Beiträgen innerhalb eines Themas in Form eines Baums dar. Es entsteht eine hierarchische Struktur, durch die man erkennt, welcher Beitrag als Antwort auf welchen anderen Beitrag erstellt wurde. Jeder Diskussionsbeitrag wird auf einer eigenen Seite geladen. Die Threads selbst sind jedoch chronologisch nach ihrem Erstellungsdatum, also linear, sortiert.
Viele Nutzer, gerade aus der IT, empfinden die Baumstruktur und die direkte Zugreifbarkeit und Zuordenbarkeit der Beiträge in einem Forum als sehr angenehm.
Eine Hilfssyntax, um einen Bezug zu einem Vorgängerbeitrag herzustellen, wie in Boards (@Teilnehmer XYZ, …) ist unnötig, der Verlauf einer Diskussion bleibt immer erkennbar.
Auch die Tatsache, dass die Übersichtsseite stets gleich sortiert bleibt, wird als Vorteil gesehen.

##### Vor- und Nachteile der (Bulletin) Boards
Ein Bulletin Board listet alle Themen auf seiner Übersichtsseite mit dem Titel des ersten Beitrags des Themas.
Alle Postings eines Themas werden dann auf einer Seite chronologisch geordnet dargestellt (flache Beitragsstruktur). Nach einer einstellbaren Anzahl von Beiträgen wird das Thema auf eine Folgeseite umbrochen. Der Vorteil der flachen Struktur ist eine niedrigere Abrufzeit.
Nachteilig ist die schlechte Übersichtlichkeit bei umfangreichen Themen, wenn sich verschiedene Diskussionen zu einem Thema entwickeln und nicht sofort ersichtlich ist, auf welchen Beitrag ein Diskussionsteilnehmer antwortet.
Viele Nutzer betrachten die Sortierung der Übersichtsseite nach Aktivität als Vorteil.
Durch diese Sortierung werden Themen von erhöhtem Interesse und Beteiligung an höchste Position gerückt.
Häufig wird der Begriff Board auch dafür verwendet, um Diskussionsplattformen mit einer (thematisch und zahlenmäßig) breiten Zahl an themenspezifischen Foren zu benennen.

#### Boards vs. Foren
Webforen mit linearer, aktivitätsorientierter Darstellung – also Bulletin Boards – haben die klassischen Foren mit Baum-Struktur weitestgehend verdrängt.
Nach Meinung eines Teils der Web-Nutzer ist dies auf die Sortiertheit der Themen und auf die Communitybildung durch die Mitgliedschaft zurückzuführen.

#### Hybrid-Systeme
Es existieren auch Hybrid-Boards/Foren. Das Forensystem von SELFHTML zum Beispiel ist weitgehend konfigurierbar und kann in Bezug auf Sortierung und Darstellung quasi stufenlos – und für jeden Nutzer individuell – zwischen Board und Forum eingerichtet werden.

#### Webforensoftware
Bei der Forensoftware handelt sich um fertige Pakete mit unterschiedlichem Leistungsumfang.

## Moderation
Zur administrativen Organisation und zum Führen der Diskussion sind, abhängig von der Größe des Boards, konfigurierbare Privilegien einzelner Benutzer nützlich oder praktisch notwendig. Zwei häufig eingerichtete Benutzergruppen, die sich durch ihre typischen Privilegien auszeichnen, werden als Moderatoren und Administratoren bezeichnet.
Moderatoren können Diskussion steuern. Sie können Beiträge löschen oder verändern. Auch können sie oft über die Zugangsrechte entscheiden oder auch Benutzer sperren. Meist können sie außerdem Diskussionen schließen, also verhindern, dass ein Thread um neue Diskussionsbeiträge erweitert wird, oder Diskussionen, die von Forennutzern in einer falschen Kategorie platziert wurden, verschieben. Moderatoren sind engagierte Benutzer, die mit dem Betreiber des Forums nicht notwendigerweise in einer persönlichen oder wirtschaftlichen Beziehung stehen müssen, sich aber aus Sicht der Betreiber für diese Rolle qualifiziert haben. Beispielsweise durch herausragendes Fachwissen oder einen moderierenden Beitragsstil, der Konflikte zwischen Benutzern reduziert. Im Gegensatz zu einem Administrator können sie in der Regel keine Einstellungen der Forensoftware ändern und haben keinen Zugang zur technischen Plattform der Website, sondern bedienen nur die Forensoftware.
Wie beim Wiki und anderen öffentlichen, kollaborativen Systemen bereiten Benutzer teilweise aufgrund des Online Disinhibition Effects Probleme, die unpassende speicherverschwendende Beiträge schreiben (Spam) oder auch andere Mitglieder beleidigen. Solchem unliebsamen Verhalten beugen Forenbetreiber durch Forenregeln vor, in denen für das Forum geltende  Verhaltensregeln festgelegt sind. In Foren, in denen auch nicht registrierte Benutzer Beiträge verfassen dürfen, ist teilweise die Gefahr von irreführenden Meldungen wie auch von rein provokativen Beiträgen, sogenanntem Trollen, groß.
Das Problem hierbei stellt die Anonymität der digitalen Gesprächsführung dar sowie der daraus folgende Mangel an Konsequenzen beim Fehlverhalten: In einem direkten Gespräch hindern uns moralische, gesellschaftliche und persönliche Interessen und Prägung daran, gedachte Äußerungen und Meinungen auch tatsächlich auszusprechen – nicht zuletzt auch aus Angst vor der möglichen Reaktion.

### Moderierte und unmoderierte Foren
Es gibt zwei Arten von moderierten Foren:
Manche moderierten Foren speichern zwar sofort alle Beiträge der User, veröffentlichen diese aber erst nach Freigabe durch die Boardadministration/Moderation.
In der anderen Art sind Beiträge direkt nach dem Posten zu lesen. Ein Boardadministrator/Moderator beobachtet den Forenbetrieb und greift z. B. bei Beleidigungen und Spam-Postings ein, indem er die betreffenden Beiträge editiert oder löscht.
Je nach Forensoftware kann der User einen abgesendeten Beitrag nicht mehr editieren oder löschen. Es handelt sich allerdings um eine technische Einstellung und hat nichts mit der Funktion eines Moderators als Person zu tun.
In einem unmoderierten Forum stellt der Forenbetreiber lediglich die technische Infrastruktur zur Verfügung; es gibt jedoch keine Moderatoren, die sich bei Bedarf in die Diskussionen einmischen. Das begünstigt zwar das Posten von Beleidigungen, Spams etc., jedoch bieten solche Foren auch die Möglichkeit, sich über extrem brisante und polarisierende Themen auszutauschen. In moderierten Foren werden solche Threads oft von der Moderation gelöscht oder gesperrt.
Zur Blütezeit der New Economy um die Jahrtausendwende gab es noch viele komplett unmoderierte Foren; inzwischen jedoch kaum noch.

## Haftung
In den meisten Ländern hat sich die Rechtsauffassung durchgesetzt, dass neben den Autoren von Beiträgen auch die Betreiber von Internetforen für Inhalte haftbar gemacht werden können, sofern diese von den Inhalten Kenntnis haben. Da es weder in Deutschland noch in den meisten anderen Ländern eine allgemeine Vorabprüfungspflicht gibt, tritt die Kenntniserlangung im Zweifelsfall spätestens erst mit einer Beschwerde ein. Als Frist, innerhalb derer der Forenbetreiber reagieren muss, um nicht haftbar zu werden, hat sich ein Zeitraum von 24 Stunden etabliert.